# (73639) 1977 EL7
1977 إي أل 7 (ويعرف أيضًا باسم (73639) 1977 إي أل 7 وفق تسمية الكوكب الصغير) (بالإنجليزية: 1977 EL7)‏ هو كويكب ضمن حزام الكويكبات؛ وترتيبه 73639 من حيث الاكتشاف.
اكتُشف هذا الجُرم الفلكي بواسطة Hiroki Kosai ‏ في 12 مارس 1977.

## وصلات خارجية
- (73639) 1977 EL7 في قاعدة بيانات مختبر الدفع النفاث لأجرام النظام الشمسي الصغيرة

- الاكتشاف · مخطط المدار ·  العناصر المدارية · المعلمات المادية

- (73639) 1977 EL7 على موقع ويكي سكاي: DSS2, SDSS, GALEX, IRAS, Hydrogen α, X-Ray, Astrophoto, Sky Map, Articles and images